# Synanthedon quercus
Synanthedon quercus is een vlinder uit de familie wespvlinders (Sesiidae), onderfamilie Sesiinae.
Synanthedon quercus is voor het eerst wetenschappelijk beschreven door Matsumura in 1911. De soort komt voor in het Palearctisch gebied.